# Phyllognathus dionysius
Phyllognathus dionysius är en skalbaggsart som beskrevs av Fabricius 1792. Phyllognathus dionysius ingår i släktet Phyllognathus och familjen Dynastidae. Inga underarter finns listade i Catalogue of Life.